# Lisa Do Couto Texeira
Lisa Do Couto Texeira, auch Lisa Do Couto Teixeira, ist eine französische Schauspielerin.

## Leben und Karriere
Do Couto studierte von 2018 bis 2020 an der Cours Florent. Ihr Bruder ist der Fußballspieler Maxime Do Couto Teixeira. Sie trat in verschiedenen Werbespots auf.
Ihr Debüt gab sie 2020 in der Serie Skam France. Anschließend setzte sie 2021 ihre Karriere in dem Fernsehfilm Suit Up fort. Im selben Jahr wurde sie für den Film Barbaque gecastet. Außerdem war Do Couto 2023 in einer Folge in Gefährliche Dünen zu sehen. Im selben Jahr spielte sie in O.P.J. mit. 2024 bekam sie in der Serie Bugarach eine Hauptrolle.

## Filmografie
Filme
- 2021: Barbaque
- 2021: Suit Up
- 2022: Fuir ou Mourir
- 2024: Die Werwölfe von Düsterwald (Loups-Garous)

Serien
- 2020: Skam France
- 2023: Sophie Cross: Gefährliche Dünen (Sophie Cross)
- 2023: O.P.J.
- 2024: Bugarach